# Dębnica (dopływ Stoły)
Dębnica (niem. Dambinitza, Eichbach) – struga, prawostronny dopływ Stoły o długości 12,18 km.
Płynie w powiecie tarnogórskim, w gminie Tworóg. Rozpoczyna swój bieg w Lasach Lublinieckich i płynie przez nie aż do swojego ujścia do Stoły w Kotach-Wesołej.